# Wincenty a Paulo

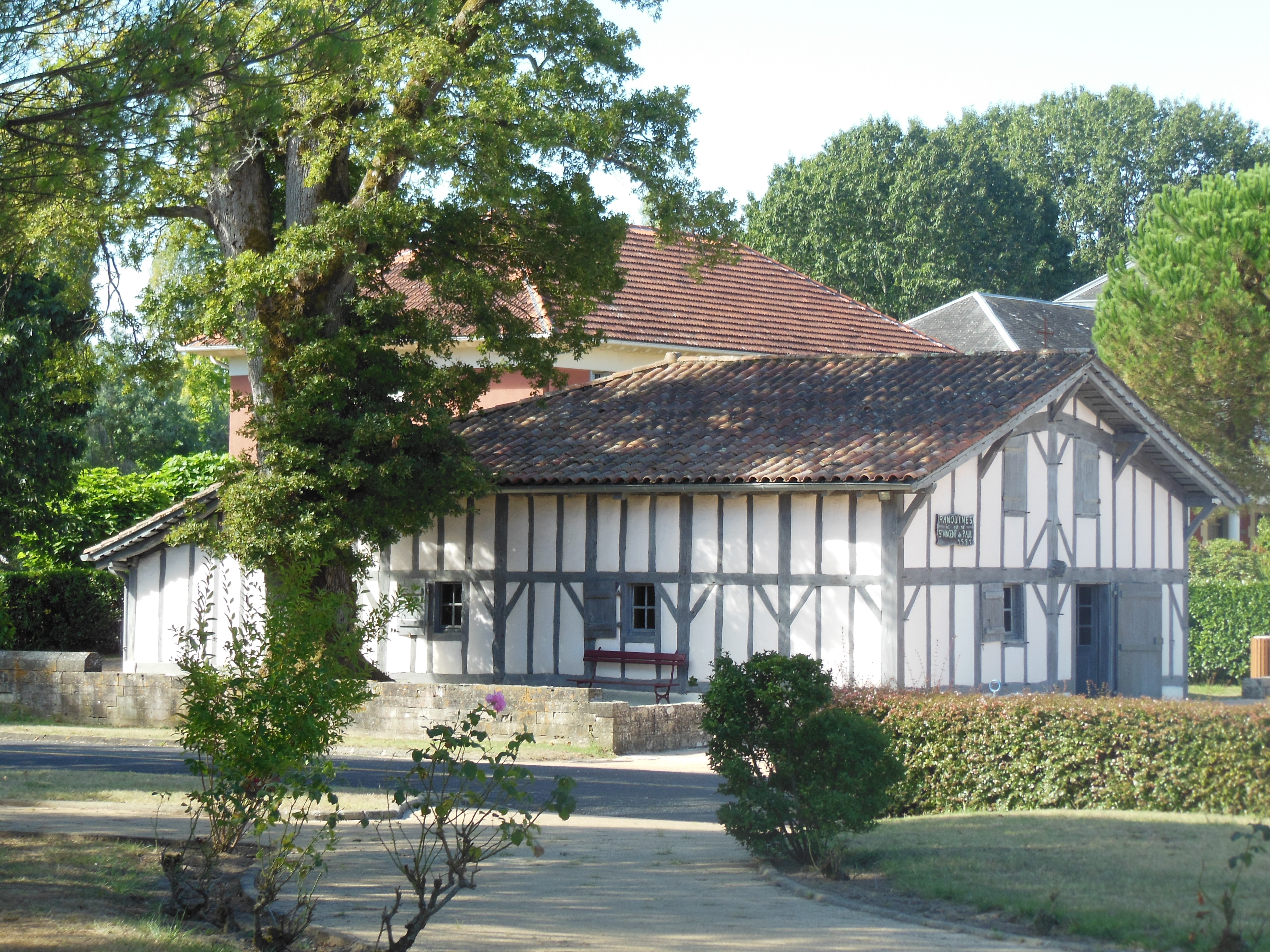
Ranquines, dom urodzenia Wincentego a Paulo

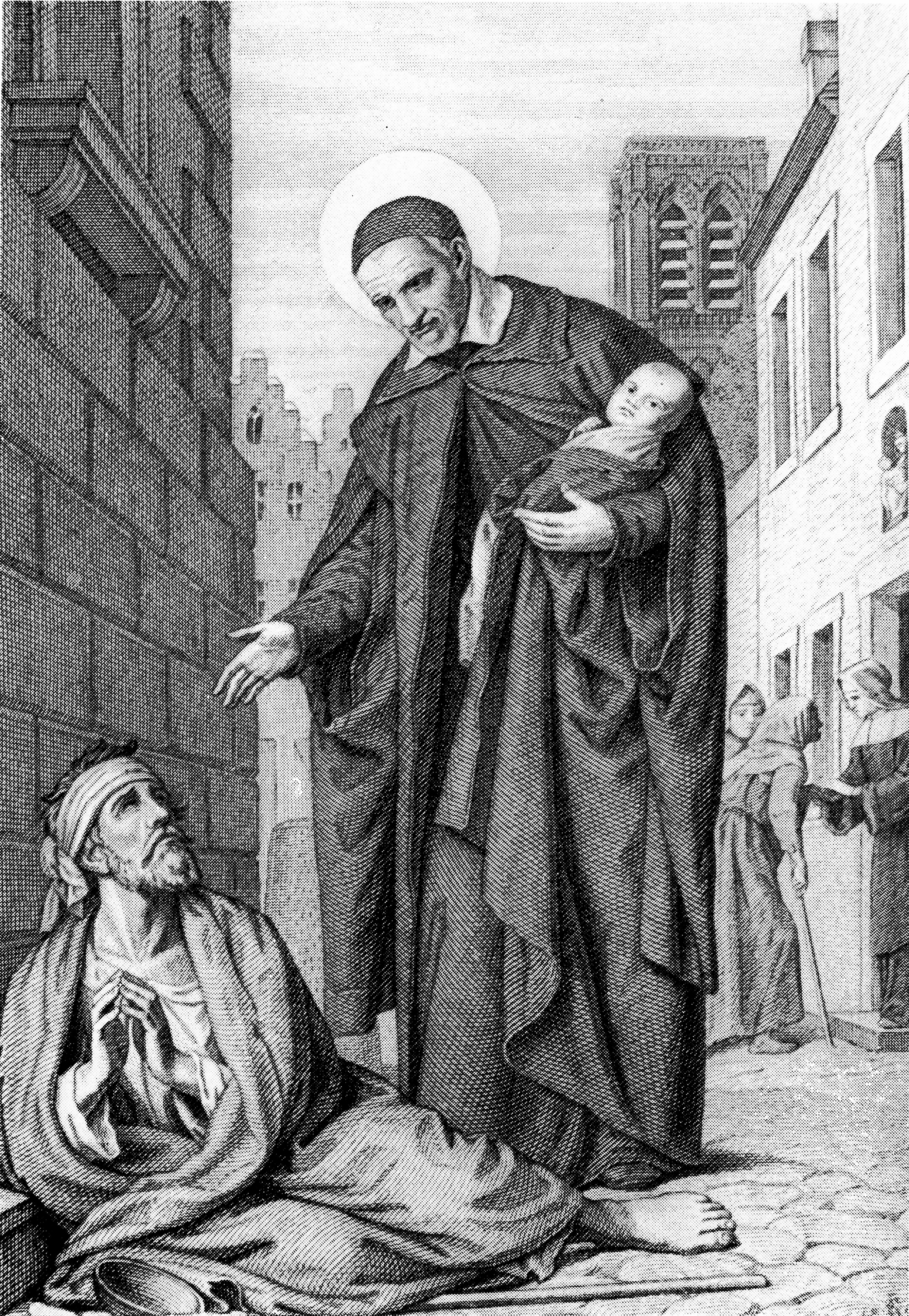
św. Wincenty a Paulo na ulicach Paryża

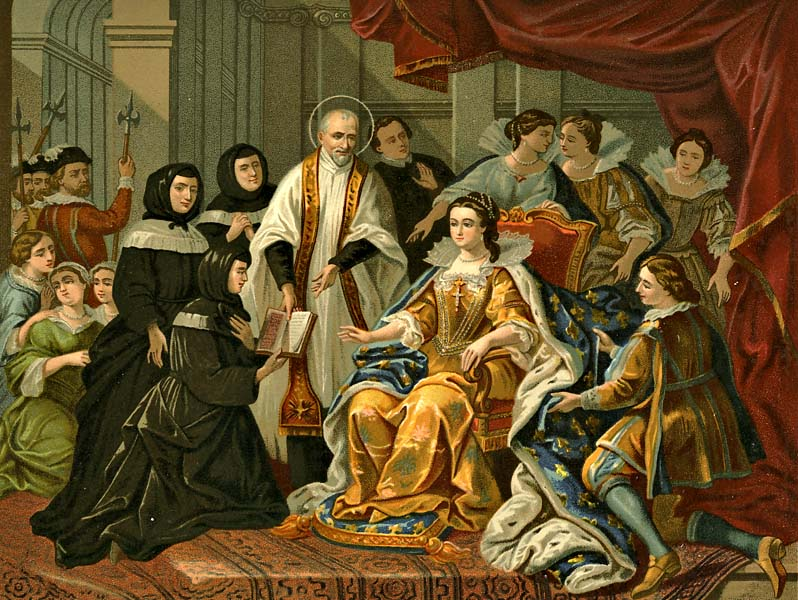
św. Wincenty a Paulo przedstawia pierwsze szarytki królowej Annie Austriaczce

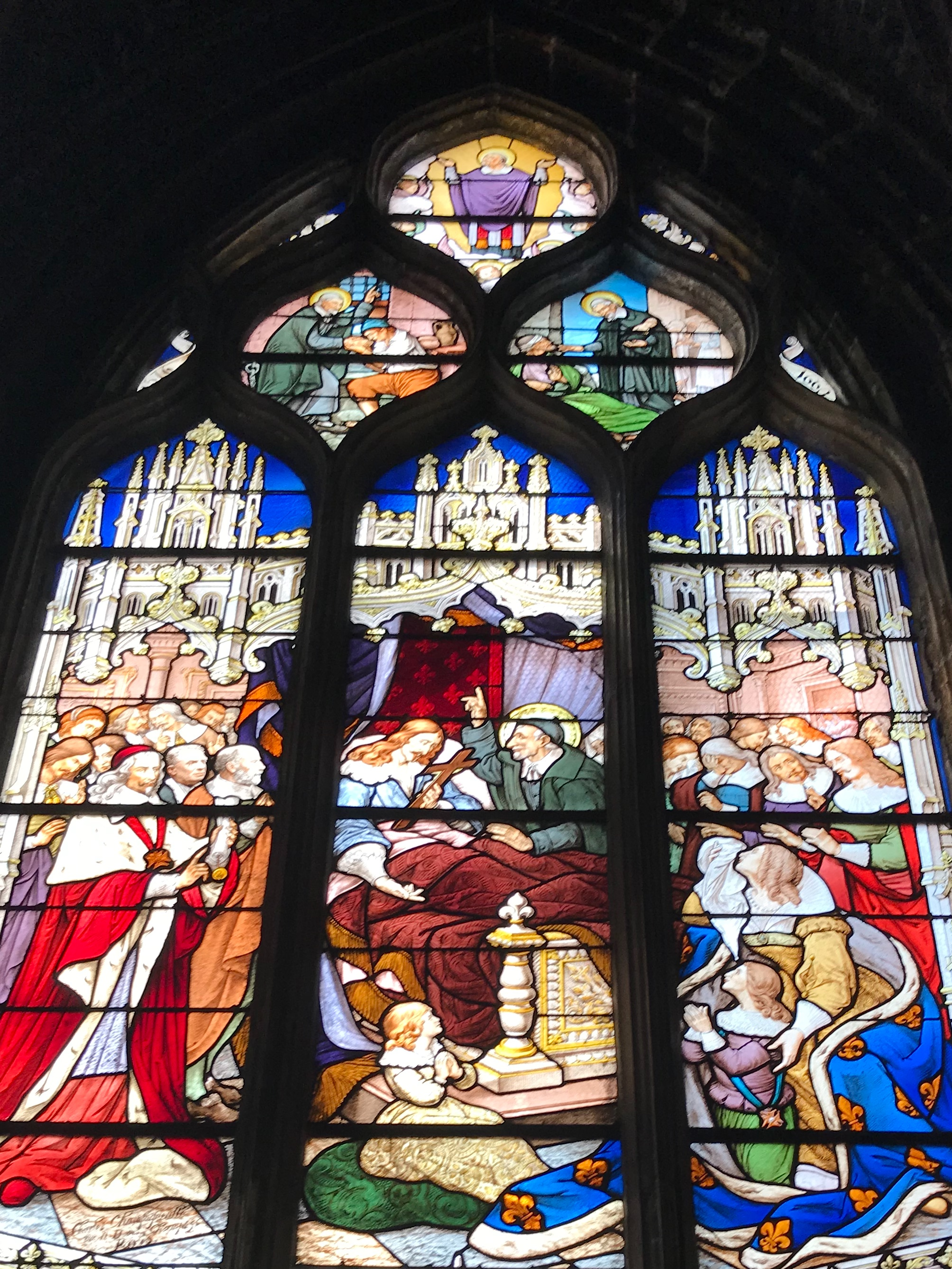
św. Wincenty a Paulo przy łożu śmierci króla Ludwika XIII (witraż w kościele św. Seweryna w Paryżu)

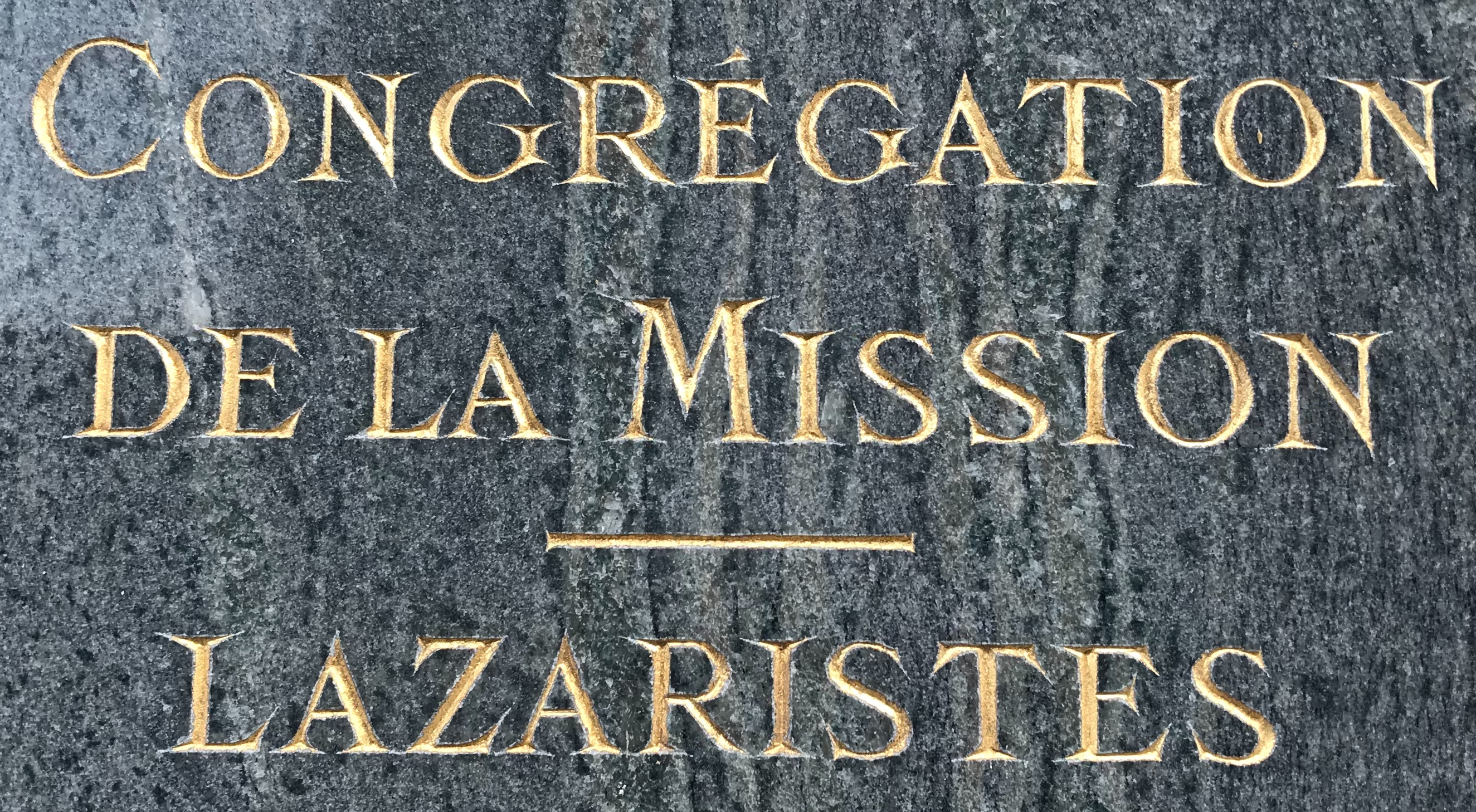
Tablica na domu Zgromadzenia Misji przy Rue de Sèvres w Paryżu

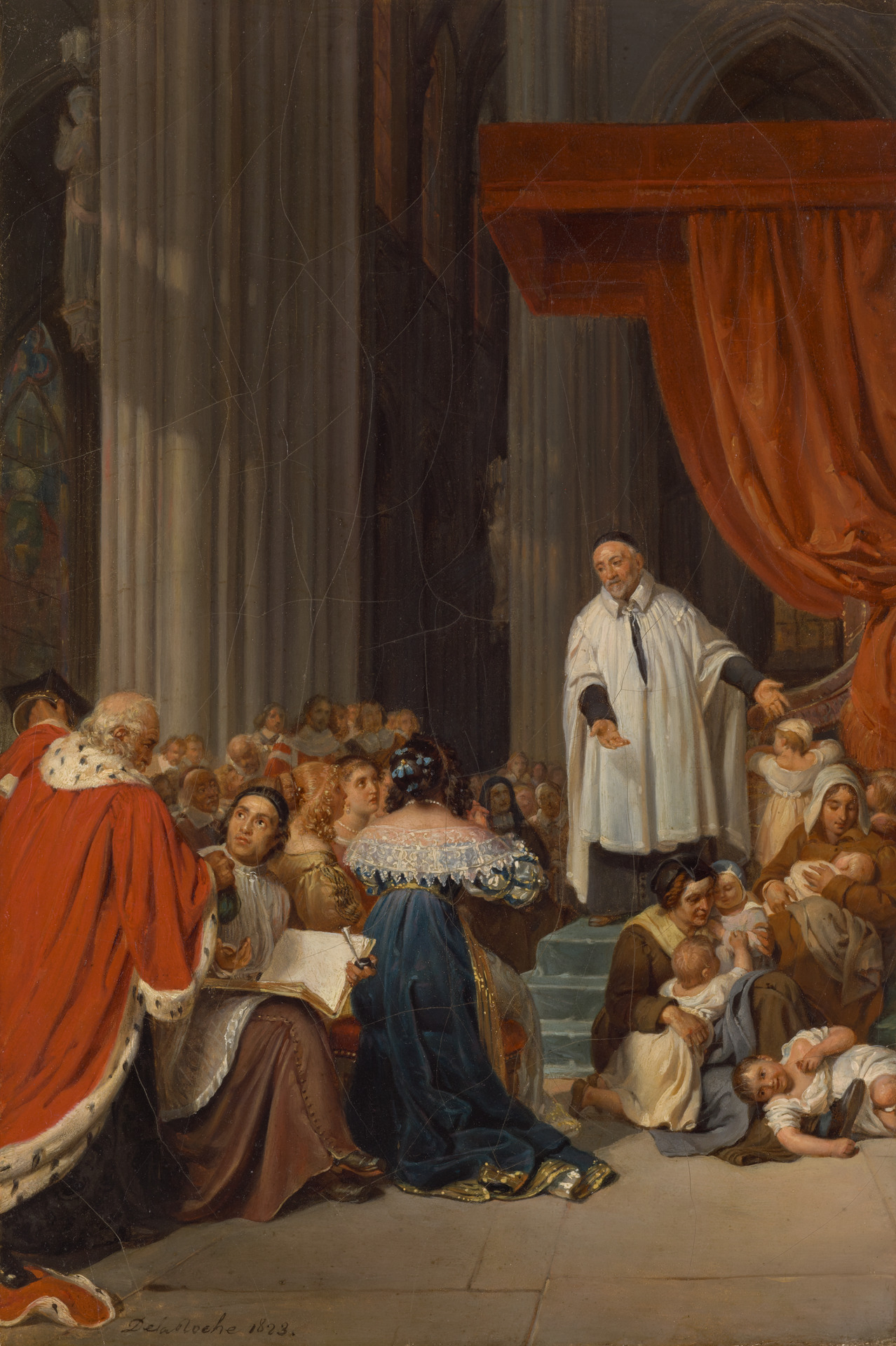
Wincenty a Paulo naucza na dworze Ludwika XIII

Wincenty a Paulo (fr. Vincent de Paul; ur. 24 kwietnia 1580 albo 1581 w Pouy, zm. 27 września 1660 w Paryżu) – francuski prezbiter katolicki, opiekun sierot i ubogich, pionier misji ludowych, założyciel zgromadzeń lazarystów i szarytek, święty Kościoła Katolickiego, wspominany również w Kościele Anglikańskim i Kościołach ewangelickich.

## Życiorys

### Młodość i edukacja
Urodził się 24 kwietnia 1580 albo 1581 roku w Pouy, jako syn Jana de Paula i Bertrandy de Moras. Miał dwóch starszych braci, jednego młodszego i dwie młodsze siostry. Jan de Paul był rolnikiem, posiadającym 4 bądź 5 hektarów ziemi w Ranquines. W 1594 albo 1595 roku Wincenty został wysłany do szkoły franciszkańskiej w Dax. Podpisywał się „Depaul”, aby uniknąć arystokratycznych konotacji. Został tam wychowawcą synów adwokata Corneta, który pokrył koszty jego nauki i przekonał go do wstąpienia do stanu duchownego. 20 grudnia 1596 roku przyjął tonsurę i rozpoczął studia na Uniwersytecie w Tuluzie. Aby opłacić koszty studiów, ojciec Wincentego sprzedał bydło, a przed śmiercią zalecił rodzinie, by nie szczędziła wydatków na edukację. 19 grudnia 1598 roku przyjął święcenia diakonatu, a 23 września 1600 w Château-l’Évêque – święcenia prezbiteratu.
Wkrótce potem uzyskał nominację na proboszcza w Tilh, jednak jej nie przyjął i w 1601 roku udał się do Rzymu, najprawdopodobniej w celu uzyskania dyspensy od osiągnięcia wieku kanonicznego dla święceń kapłańskich (sobór trydencki ustanowił granicę 24 lat, podczas gdy Wincenty miał 19 w momencie wyświęcenia). Trzy lata później ukończył studia, otrzymując stopień bakałarza teologii.

### Uprowadzenie i niewola
Według dwóch listów Wincentego z 1607 i 1608 roku, dostał się on do niewoli muzułmańskiej. Wracając drogą morską z Marsylii do Narbony, został napadnięty przez piratów berberyjskich, którzy zabili część załogi, a Wincentego przewieźli do Tunisu. Został tam wykupiony przez pewnego rybaka, ale ten szybko się go pozbył, twierdząc że jest nieprzydatny. Następnie Wincentego kupił lekarz i alchemik, pracujący nad stworzeniem kamienia filozoficznego, a także leczący kamicę nerkową. Przebywał u niego od września 1605 do sierpnia 1606, lecz nie dał się namówić do zmiany wyznania na islam. Po śmierci lekarza, Depaul został przejęty przez bratanka zmarłego, który sprzedał go francuskiemu renegatowi, gdzie musiał pracować przy kopaniu rowów. Dzięki wstawiennictwu jednej z żon renegata – prawosławnej Greczynce – Wincenty otrzymał obietnicę od swego pana, że razem powrócą do Francji. 28 czerwca 1607 roku przybyli do Aigues-Mortes.
Historia ta przez lata była podawana w wątpliwość, podkreślając że listy Wincentego były zmyślone. Badania Joségo Maríi Romána, biografa Wincentego, wskazują, że listy zawierają prawdziwą treść.

### Powrót do Europy
Po okresie niewoli udał się do Rzymu, a na przełomie 1608 i 1609 roku powrócił do Paryża. Posługiwał w szpitalu bonifratrów na przedmieściach Saint-Germain, gdzie poznał Pierre’a de Bérulle’a, który został jego przewodnikiem duchowym. W 1610 roku został jałmużnikiem królowej Małgorzaty Walezjuszki i opatem cystersów w Saint-Léonard des Chaumes. 2 maja 1612 roku zrezygnował z obu urzędów i został mianowany proboszczem Clichy. Dwa lata później zrezygnował z probostwa i udał się do Paryża, gdzie został nauczycielem synów hrabiego Emmanuela de Gondi. Po początkowym oporze i za nakłonieniom de Bérulle’a, został także kierownikiem duchowym hrabiny de Gondi. Jako kaznodzieja głosił kazania, w których podkreślał konieczność odbywania spowiedzi generalnych. Skuteczność homilii spowodowała dużą liczbę penitentów, przez co konieczne było sprowadzenie jezuitów, by pomóc w udzielaniu sakramentu pokuty.
W 1617 roku opuścił pałac rodziny Gondich i został proboszczem w Châtillon-sur-Chalaronne. Pomimo wielu próśb hrabiostwa, nie zdecydował się powracać. Ponieważ parafia była bardzo zaniedbana, zarówno pod względem materialnym, jak i duchowym, przystąpił do odbudowy. Napomniał wikariuszy, aby żyli jak na księży przystało, rozdawał jałmużnę ubogim i wynajął apartament w sąsiednim domu jako tymczasową plebanię.

### Zgromadzenia zakonne
8 grudnia 1617 roku powołał do życia Zgromadzenie Służek Ubogich, którego członkinie miały opiekować się chorymi, zwłaszcza biednymi. Kolejnego roku nastał głód z powodu słabych zbiorów i epidemia dżumy, co jednak nie przeszkodziło Wincentemu i nowemu zgromadzeniu pełnić posługi.
Tuż przed Bożym Narodzeniem udał się do Paryża, gdzie ksiądz de Bérulle zalecił mu powrót do rodziny de Gondich. 31 stycznia 1618 roku oficjalnie zrezygnował z probostwa w Châtillon. W latach 1618–1625 prowadził intensywną ewangelizację w 30-40 miejscowościach należących do rodu Gondich i wszędzie zakładał zgromadzenia podobne do tego w Châtillon. W 1618 roku zaczął także odwiedzać więźniów skazanych na galery, a rok później, za zgodą króla, został oficjalnie kapelanem galer. Spotkał się także z Franciszkiem Salezym i Joanną de Chantal, którzy namówili go by został superiorem zakonu wizytek.
Państwo de Gondi zaczęli się zastanawiać nad możliwością zorganizowania zgromadzenia zakonnego do głoszenia misji we wsiach i zwrócili się o pomoc do brata hrabiego, arcybiskupa Paryża, Jean-François de Gondiego. Biskup przekazał kolegium Bons-Enfants na siedzibę przyszłego zgromadzenia, którego 1 marca 1624 roku Wincenty został przełożonym. Hrabina de Gondi zmarła w 1625 roku, a jej mąż wkrótce potem wstąpił do zakonu oratorian. Zgromadzenie Misji zostało oficjalnie zatwierdzone przez arcybiskupa Paryża 24 kwietnia 1626 roku. Po kilku latach Wincenty wprowadził zwyczaj składania czasowych, odnawianych ślubów czystości, ubóstwa i posłuszeństwa. Ze względu na upadek obyczajów wśród duchowieństwa, postanowił wprowadzić rekolekcje dla kandydatów do kapłaństwa. W tym czasie starał się także o aprobatę Rzymu dla nowego zgromadzenia. Początkowo Kongregacja Rozkrzewiania Wiary nie wyraziła zgody, ale dzięki działaniom z Kongregacją Soborową udało się uzyskać zgodę i 12 stycznia 1632 roku Urban VIII wydał bullę Salvatoris nostri, zatwierdzając Zgromadzenie Misji.
W 1632 roku, po wielu namowach i radzie swojego kierownika duchowego, przyjął opactwo św. Łazarza od opata Adriana le Bona. Misjonarze zamieszkali tam i z tego powodu nazwani zostali lazarystami. Początkowo parlament nie był skłonny uznać dokumentu nadanego przez arcybiskupa Paryża, ale ostatecznie 7 listopada 1632 roku przyznał opactwo Wincentemu. Latem 1633 roku neoprezbiterzy zaczęli głosić kazania dla murarzy, budujących klasztor dla wizytek. Zrodził się wówczas pomysł organizowania regularnych, cotygodniowych spotkań rekolekcyjnych, które przekształciło się w stowarzyszenie. Pierwsze spotkanie odbyło się w sobotę 16 lipca, ale każde następne odbywało się we wtorki, stąd przyjęła się nazwa „konferencji wtorkowych”. Oprócz tego odbywały się także „konferencje czwartkowe”, przeznaczone dla studentów i wykładowców Sorbony.
W 1642 roku założył seminarium dla chłopców, początkowo w kolegium Bons Enfants, przeniesione potem do opactwa św. Łazarza. Zostało nazwane seminarium św. Karola. Dzięki wsparciu finansowym kardynała Armanda Richelieu, w tym samym czasie powołał drugie seminarium w Annecy.

### Współpraca z Ludwiką de Marillac
Na przełomie 1624 i 1625 roku Wincenty poznał Ludwikę de Marillac, która rok później owdowiała. Za radą Depaula zaczęła praktykować życie pokutne i wizytowanie bractw miłosierdzia. W 1630 roku, po dołączeniu Małgorzaty Naseau, Wincenty chciał przekształcić tworzącą się grupę Pań Miłosierdzia w instytut. Zgromadzenie Sióstr Miłosierdzia (zwane szarytkami), które nie miało być zakonem klauzurowym, zaczęło działać 29 listopada 1633 roku. Trzy lata później, dzięki staraniom Genowefy Fayet, arcybiskup Paryża powierzył Wincentemu funkcję dyrektora szpitala Hôtel-Dieu, przy którym zaczęło działać bractwo miłosierdzia. Do posługi przyłączyły się między innymi Maria Magdalena de Vignerot (księżna d’Aiguillon), Madeleine de Landes (żona Guillaume’a de Lamoignona) i księżna krwi Caroline de Montmorency (z dynastii Kondeuszy).
Potwierdzenie kanoniczne Wincenty uzyskał paryskiego koadiutora Jean-François Paula de Gondiego w 1645 roku. Ze względu na zaginięcie dokumentów i późniejsze aresztowanie biskupa, sprawa utknęła w parlamencie. Nowe patenty królewskie i akceptacja parlamentu nastąpiły dopiero w 1658 roku, kiedy to szarytki formalnie stały się zgromadzeniem. Trzy lata wcześniej Wincenty opracował dla sióstr reguły zakonne, choć nie zostały one wtedy wydane drukiem. Także kwestia składania ślubów przez kandydatki była wdrażana powoli.

### Sprawy polityczne
Podczas wojny trzydziestoletniej Wincenty zaangażował się w pomoc ludności okupowanej Lotaryngii. Początkowo wystarał się o audiencję u kardynała Armanda Richelieu, prosząc o pokój. Wówczas zorganizował zbiórkę pieniędzy dla poszkodowanych i wysłał tam misjonarzy. Według szacunków brata Mateusza Regnarda, w ciągu kilkunastu lat wysłano do Lotaryngii pomoc o wartości dwóch milionów liwrów. Podobną pomoc zorganizowano dla Pikardii i Szampanii.
Wincenty regularnie spotykał się z kardynałem Richelieu, a także z królem Ludwikiem XIII. w 1643 roku był przy jego śmierci. Na prośbę Anny Austriaczki, został opiekunem jej małoletniego syna Ludwika XIV. Jednocześnie powołano go do Rady Sumienia, na której czele stał Jules Mazarin. Kardynał często sprzeciwiał się Wincentemu, między innymi dlatego, że Depaul opracował zakaz nadawania biskupstw księżom, którzy nie mieli przynajmniej rocznego doświadczenia kapłańskiego.
Gdy w 1648 roku wybuchła Fronda parlamentarna, pomógł królowej i jej synom w ucieczce z Paryża. Do stolicy powrócił po zawarciu pokoju w Rueil-Malmaison, jednak w 1650 roku wybuchła Fronda książąt, w czasie której Wincenty podjął się mediacji zwaśnionych stron. Wobec tego skierował prośbę do papieża o interwencję i wysłał list do Mazarina, aby opuścił Francję. Kardynał przychylił się do prośby, natomiast Wincenty zrezygnował z zasiadania w Radzie Sumienia.

### Dalsza działalność
Przez pierwszą dekadę działalności Zgromadzenia Misji, Wincenty osobiście zajmował się formacją kandydatów. Budował i zakładał placówki lazarystów w całej Francji, a także poza jej granicami, między innymi w Tunisie, Algierze, Rzymie, Genui, Turynie, Irlandii i Szkocji. Od 1640 roku zaczął pracę nad opracowaniem konstytucji zakonnej, a dwa lata później na kapitule złożył urząd przełożonego generalnego. Mimo to został wybrany ponownie na tę funkcję, wraz z dwoma asystentami. Drugi konwent odbył się w 1651 roku w opactwie św. Łazarza, gdzie przedłożone zostały Reguła i Konstytucja zakonu. Dekret zatwierdzający został wydany 23 sierpnia 1653 roku przez arcybiskupa Paryża, a ostateczne wydanie reguły odbyło się pięć lat później. Na tym samym konwencie Wincenty podniósł też kwestię składania ślubów zakonnych, jako obowiązku lazarystów. Zwyczaj ten został ratyfikowany już w 1642 roku, ale napotykał silny opór wśród Księży Misjonarzy. Kapituła podjęła decyzję by sprawę oddać do zbadania papieżowi. W 1655 roku Aleksander VII wydał brewe Ex comisa nobis, w którym zatwierdził wolę Wincentego i postanowił że Księża Misjonarze pozostaną klerem diecezjalnym, składającym śluby.
W trakcie misji prowadzonych w północnej Afryce pełnili funkcje konsulów i wikariuszy generalnych arcybiskupa Kartaginy. Pozwoliło im to organizować negocjacje w sprawie więźniów i niewolników. Według szacunków Wincentemu udało się uwolnić łącznie 1200 osób za łączną cenę 200 tysięcy liwrów.
Przez lata działalności duszpasterskiej założył, wraz z szarytkami, dwie specjalne instytucje: jedną do opieki nad porzuconymi dziećmi, a drugą nad niedomagającymi starcami. Ponadto zezwolił Paniom Miłosierdzia pracować w przytułku dla umysłowo chorych.
Mimo sukcesów ewangelizacyjnych, misje były silnie krytykowane przez jansenistów. Z tego powodu lazaryści nie mogli objąć seminarium w Wilnie, gdzie zostali zaproszeni przez królową Ludwikę Marię Gonzagę. W 1639 roku, gdy toczył się proces Jeana Duvergiera de Hauranne’a, Wincenty nie obciążył go winą, ale później stanowczo sprzeciwiał się postulatom jansenistycznym. W 1648 roku wyodrębnił pięć tez z książki Janseniusza „Augustinus” i domagał się potępienia ich przez Stolicę Piotrową. Zaczął zbierać podpisy pod wnioskiem do papieża, wśród kleru francuskiego jednak wielu hierarchów mu odmówiło, a jedenastu biskupów wysłało oddzielny wniosek, prosząc o zawieszenie sądu na Janseniuszem. Ostatecznie 9 maja 1653 roku Innocenty X potępił jansenizm.

### Śmierć i pogrzeb
Wieloletnimi przyjaciółmi Wincentego byli Jean-Jacques Olier (założyciel sulpicjanów) i Alan de Solminhac (biskup Cahors). Po ich śmierci, przeżył także śmierć swojej przyjaciółki Ludwiki de Marillac 15 marca 1660 roku. Od końca 1658 do początku 1660 roku nasiliły się gorączki, na które cierpiał przez większość życia. Przez większość 1660 roku nie opuszczał opactwa św. Łazarza. 26 września  przyjął sakrament namaszczenia chorych, a następnego dnia rano zmarł. Jego ciało jest pochowane w kaplicy lazarystów, a serce w kaplicy szarytek.

## Kult i ikonografia
Został beatyfikowany 21 marca 1729 roku przez Benedykta XIII, a kanonizowany 16 czerwca 1737 roku przez Klemensa XII.
Zainspirowany jego przykładem, Antoine-Frédéric Ozanam założył w 1833 roku Stowarzyszenie św. Wincentego a Paulo, w celu niesienia pomocy biednym i chorym.
W 1885 roku papież Leon XIII ogłosił go patronem wszystkich dzieł miłosierdzia w Kościele katolickim. Wincenty a Paulo jest patronem lazarystów, szarytek, ubogich, duchowieństwa, organizacji charytatywnych, sierot, szpitali i więźniów. Wspomnienie liturgiczne św. Wincentego jest obchodzone 27 września. Jest czczony także w Kościołach anglikańskich i ewangelickich.
Św. Wincenty a Paulo przedstawiany jest w sutannie i czarnej, szerokiej pelerynie. Towarzyszące mu atrybuty to: anioł, dziecko u stóp lub w ramionach, krzyż.

## W kulturze popularnej
- W 1947 roku zrealizowano francuski film biograficzny „Ksiądz Wincenty” w reżyserii Maurice’a Cloche’a, w 1949 nagrodzony Oscarem przez Amerykańską Akademię Filmową dla najlepszego filmu nieanglojęzycznego[82].
- W 1984 roku z inicjatywy alumnów Zgromadzenia Misji w Krakowie zorganizowano konkurs na piosenkę o św. Wincentym a Paulo, który przerodził się w Festiwal Piosenki Religijnej „Vincentiana” organizowany corocznie w maju w Krakowie[83].